# Міцкевич Олександр Миколайович
Александер Юліан Міцкевич (також вживають український варіант імені Олександр, пол. Aleksander Julian Mickiewicz, 1801, хутір Заосся — 16/22 листопада 1871, Губерня) — перший професор юридичного факультету Київського університету (1835-1837), ординарний професор римського та громадянського права Харківського університету (1838—1858). Відомий вчений у галузі римського права. Перший завідувач кафедри римського права. Рідний брат Адама Міцкевича.
Охрещений 11 (23) серпня 1801.
Випускник правничого відділу Віленського університету, куди вступив у 1819 році. У 1826 році отримав винагороду у 100 срібних рублів. Як магістр права викладач Кременецького ліцею з 1827 року.
Після заснування Київського університету був призначений викладачем римського права та членом правління університету. З 1835 затверджений екстраординарним професором, завідувачем кафедри римського права, з 17 червня 1836 року — ординарним професором.
З 29 січня 1838 року призначений ординарним професором Харківського університету. Крім римського права, читав кримінальне судочинство. Лекції з римського права читав латинською мовою. В Харківському університеті викладав 20 років (1838-1858). 
У 1847 році одружився з Терезою Тераєвич. Діти:
- Францішек — агент Трауґутта, став чоловіком його вдови з Костюшків
- донька, у шлюбі Свєнціцька.

Олександр Міцкевич і його дружина Тереза були хрещеними батьками рідних братів видатного художника Генріха Семирадського — Олександр Міцкевич був хрещеним батьком Станіслава Семирадського, а Тереза Міцкевич - хрещеною матір'ю Михайла Семирадського.
Помер у придбаному раніше невеликому маєтку у селі Губерня поблизу Кобрина.